# حزب عدالت گرا آرژانتین

حزب عدالت گرا (PJ) یک حزب سیاسی در آرژانتین است که ادامه حزب منفرد انقلاب و سپس حزب پرونیست است که توسط خوان دومینگو پرون در سال ۱۹۴۶ تأسیس شد. حزب عدالت گرا از همان ابتدا عدالت اجتماعی را به عنوان شعار اصلی خود انتخاب کرد. این حزب از آن زمان به بعد ارتباط تنگاتنگی با طبقه کارگر و اتحادیه‌های کارگری داشته‌است. حزب عدالت گرا یکی از محبوب‌ترین احزاب سیاسی در آرژانتین محسوب می‌شود